# 集団力学
集団力学（しゅうだんりきがく）、またはグループダイナミックス（Group dynamics）とは、集団における人々の思考や行動等を研究する学問領域である。特に個々の人の行動の集合として記述できないような集団的行動がどのように発生するかをテーマとして扱う。
クルト・レヴィンが1939年に発表した「社会的風土に関する研究」で最初にこの語を用いたと言われているが、集団の持つ特性の研究は、メイヨーによって1924年から1932年にかけて行われたホーソン研究に見ることができる。当時はゲシュタルト心理学の流れを継いだ学問領域であったが、その後行動主義心理学の影響を受けて実験的手法を用いた研究が主流となった。
学問領域の拡大とともに、集団心理学と同義に捉えられることもある。
集団力学の特徴には以下のようなものがある。
1. 理論的に意味のある実証的研究の重視
2. 研究対象として集団の力動性
3. 社会科学全般への広範囲な関連性
4. 研究成果の実践可能性

研究領域として、集団の凝集性、集団規範、集団決定とその効果、集団構造、集団目標と業績、リーダーシップなどがあげられる。